# Селище (Борисовський район, Пригородна сільська рада)
Селище (біл. вёска Селішча) — село в складі Борисовського району Мінської області, Білорусь. Село підпорядковане Пригородницькій сільській раді, розташоване в північно-східній частині області.